# De Haen
De Haen is een voormalige windmolen die in 1848 in Benningbroek als korenmolen werd gebouwd. Tot 1934 maalde de molen op windkracht, daarna werd in De Haen slechts elektrisch gemalen. In 1942 werden de roeden uitgenomen en in 1950 werd de kap verwijderd. De molen was een lage stellingmolen, waarbij de stijlen van het houten achtkant doorliepen tot de onderzijde van het gebouw. Dit is vrij ongebruikelijk.
De molen werd in 2003 onverwachts als Rijksmonument aangewezen, maar verloor deze status in 2005, waarna verplaatsing een optie werd. In 2006 werd De Haen gedemonteerd en opgeslagen.

## Plannen voor restaurant
Jarenlang stond het achtkant bij Abbekerk langs het traject van de Museumstoomtram Hoorn - Medemblik, om hem uitwendig te restaureren en als decoratief element op een molenschuur te plaatsen die als restaurant ingericht zou worden. Door de economische crisis bleven de investeerders hiervoor weg en het project werd uiteindelijk stilgelegd.

## Verplaatsing
In 2015 werd bekendgemaakt dat de molenromp door de Stichting Zaanse Pakhuizen is gekocht en samen met de gerestaureerde molenschuur van De Paauw in Nauerna (gemeente Zaanstad) een geheel moet gaan vormen.
Op 28 november 2015 begon het spectaculaire transport, maar door harde wind werd het vervoer van de romp over het IJsselmeer vertraagd. Uiteindelijk arriveerde de romp op 5 december 2015 in Nauerna. Daar is de romp in 2016 op nieuwe penanten geplaatst om deel uit te gaan maken van de herbouwde molen De Paauw, die naar verwachting in de loop van 2017 draaivaardig zal zijn.